# 228 Agathe
Agathe (asteroide 228) é um asteroide da cintura principal com um diâmetro de 9,3 quilómetros, a 1,6703192 UA. Possui uma excentricidade de 0,241223 e um período orbital de 1 192,96 dias (3,27 anos).
Agathe tem uma velocidade orbital média de 20,07474664 km/s e uma inclinação de 2,53831º.
Esse asteroide foi descoberto em 19 de Agosto de 1882 por Johann Palisa.